# Sosonok
A sosonok vagy sosónik észak-amerikai indián hordákban élő népcsoportja vadászatból és gyűjtögetésből élt. 
Kulturális és nyelvi különbségeik alapján négy nagyobb csoportra tagolódnak: 
- keleti sosonok: Wyoming
- északi sosonok: Délkelet-Idaho
- nyugati sosonok: Nevada, Észak-Utah
- gosutok: Nyugat-Utah, Kelet-Nevada

Eredetileg a juto-azték nyelvcsaládba tartozó soson nyelvet beszélték, de mára ezt a nyelvet csak az egytizedük érti, többségük angolul beszél. A sosonokat a szomszéd törzsek és a bevándorló európaiak kígyó indiánoknak is nevezték.

## Elnevezésük
A nép neve az általuk sosoninak nevezett magasra növő fűtől származik. A szomszédos törzsek hívták őket "fűkunyhós népnek" hagyományos lakásaik alapján. Ők saját magukat newe néven illették, aminek jelentése nép.

## Nyelvük
A soson nyelvet ma már csak kb. ezren beszélik. A nyelv a juto-azték nyelvcsalád középső numa ágához tartozik. Beszélői Közép-Nevadától Közép-Wyominging fordulnak elő, legtöbben a Duck Valley rezervátumban és a gosut rezervátumban élnek. Az Idahói Állami Egyetemen oktatják a soson nyelvet.

## Történetük

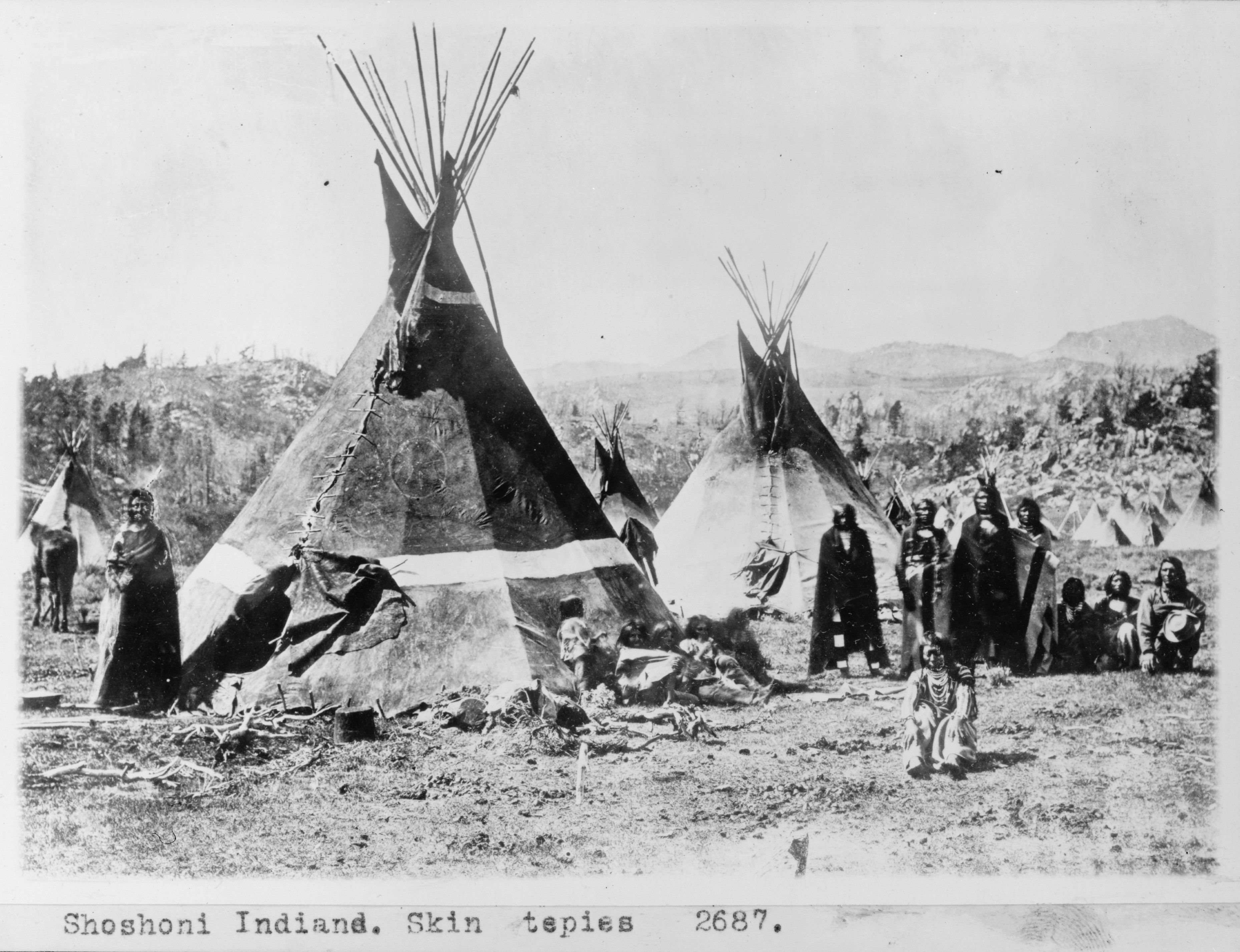
Soson tábor a Wind River-hegységben (1870)

A sosonok ősei, a numák főleg a mai Nevada és Utah államok területén, kisebb részben Idahóban és Wyomingban éltek. A Sziklás-hegységhez tartozó Wind River-hegység fenyveseiben már időszámításunk előtt 700-2000 között is ideiglenes táborokat állítottak fel, ahol a fenyőmagot gyűjtötték össze. Az egyik ilyen településen a régészek mintegy 10 hektáron 60 kunyhóhelyet tártak fel.
1500 körül a keleti sosonok egy része átkelt a Sziklás-hegységen a Nagy-síkságra. 1750 után a szomszédaikkal (feketelábak, krók, lakoták, csejenek, arapahók) való háborúskodás miatt délebbre és nyugatabbra húzódtak. Egyes csoportjaik egészen Texasig vándoroltak, belőlük lettek a komancsok.

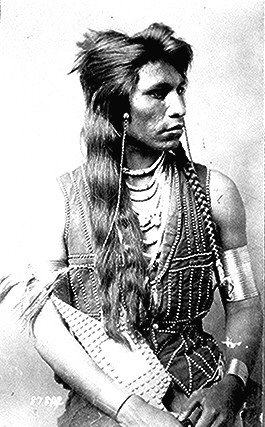
Nyúlfarok, az amerikai hadsereg felderítője

Ahogy az európai telepesek egyre nyugatabbra nyomultak, az őslakos népekkel egyre feszültebbé vált a viszonyuk. A 19. század második felében több fegyveres konfliktus is kirobbant. A Pocatello vezette északi sosonok az idahói telepesekkel harcoltak (Idahóban egy várost elneveztek a törzsfőnökről). Ahogy az európaiak betelepedtek az indián vadászterületekre, azok megtámadták a farmjaikat és több embert megöltek. A konfliktus az 1863-as Bear River-i mészárlássá fajult, ahol amerikai katonák 410, téli táborba húzódott sosont gyilkoltak le, köztük sok nőt és gyereket.
Rokonaikkal, a bannokokkal szövetségben a sosonok harcoltak az amerikai hadsereg ellen az 1864-1868-as kígyóháborúban, majd az 1878-as bannok háborúban. Közben, 1876-ban viszont segítették az amerikai kormányerőket hagyományos ellenségeikkel, a lakotákkal és csejenekkel szemben.
1879-ben mintegy 300 keleti soson (az ún "juhfalók", az általuk vadászott vadjuhok után) részt vett a juhfaló indián háborúban, az utolsó indiánokkal vívott fegyveres konfliktusban az amerikai északnyugati régióban.
1911-ben egy kis csapatnyi bannok, élükön Mike Daggett-tel (akit Soson Mike-nak is hívtak) megölt négy farmert Nevada Washoe megyéjében. A telepesek üldözőbe vették az indiánokat és nyolcat megöltek közülük és egy nőt és három gyereket elfogtak. Eközben ők egy embert vesztettek. Ezután egy farmer a Smithsonian Intézetnek adományozta három felnőtt férfi, két nő, két kamaszfiú és három gyerek maradványait (feltehetően Soson Mike és családja) "tudományos vizsgálatra". Az Intézet 1994-ben visszaszolgáltatta a testeket a Fort Hall rezervátumnak.
2008-ban az északnyugati sosonok megvásárolták a területet, ahol a Bear River-i mészárlás történt, hogy emlékművet emeljenek népük legnagyobb szenvedésének színhelyén
1845-ben az északi és nyugati sosonok létszámát 4500-ra becsülték, miután a járványok és háborúk megtizedelték őket. 1937-ben az Indián Ügyek Hivatala 3650 északi és 1201 nyugati sosont tartott nyilván. A 2000 évi népszámláláskor 12 ezren vallották magukat sosonnak.

## Rezervátumok

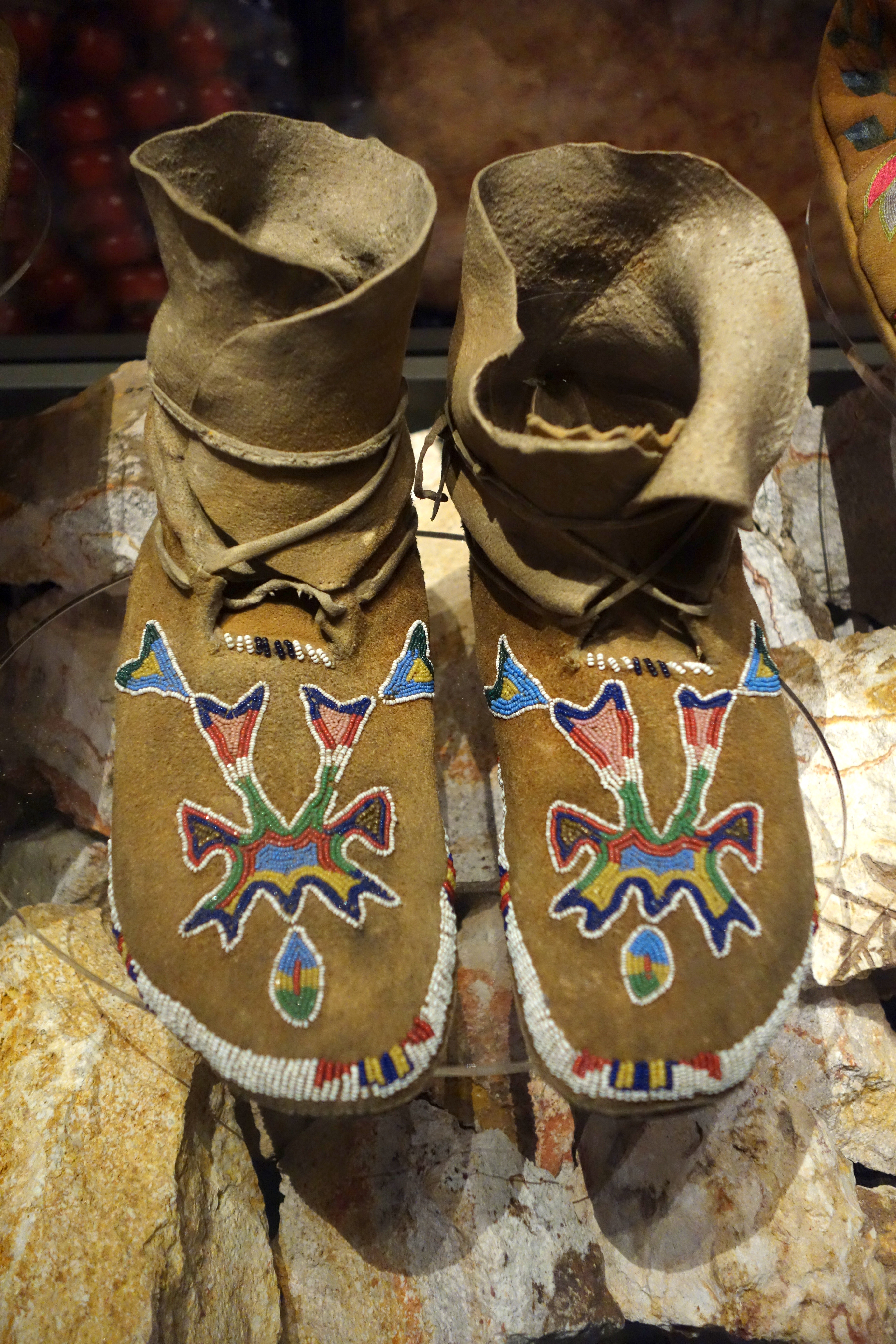
Soson mokaszin (1895 körül)

- Battle Mountain rezervátum, Lander megye, Nevada. Lakossága 165
- Big Pine rezervátum, Inyo megye, Kalifornia; Owens Valley pajutok a lakói
- Bishop Community, Inyo megye, Kalifornia; pajut-sosonok
- Death Valley Indián Közösség, Death Valley Nemzeti Park, Kalifornia; Timbisa sosonok
- Duck Valley rezervárum, Dél-Idaho/Észak-Nevada; nyugati sosonok-pajutok
- Duckwater rezervátum, Nevada
- Elko Indián Kolónia, Elko megye, Nevada
- Ely soson rezervátum, Nevada, 0,45 km², 500 lakó
- Fallon pajut-soson rezervátum, 33 km², 991 lakó
- Fort Hall rezervátum, Idaho, 2 201 km², lemhi sosonok és bannokok
- Fort McDermitt rezervátum, Nevada és Oregon, Fort McDermitt pajut és soson törzs
- Gosut rezervátum, Nevada és Utah, 449 km², nyugati sosonok
- Lone Pine rezervátum, Inyo megye, Kalifornia; Owens Valley pajut-sosonok
- Északnyugati soson rezervátum, Utah, A soson nemzet északnyugati ága törzs[8]
- Reno-Sparks indián kolónia, Nevada, 8 km², 481 lakó, sosonok, pajutok és washoe indiánok
- Skull Valley rezervátum, Utah, 73 km², nyugati sosonok
- South Fork Odgers Ranch indián kolónia, Elko megye, Nevada
- Wells indián kolónia, Elko megye, Nevada
- Wind River rezervátum, Wyoming, 9 178 km², 2650 lakó, keleti sosonok és északi arapahók

## Fordítás
- Ez a szócikk részben vagy egészben  a   Shoshone című angol Wikipédia-szócikk ezen változatának fordításán alapul.  Az eredeti cikk szerkesztőit annak laptörténete sorolja fel. Ez a jelzés csupán a megfogalmazás eredetét és a szerzői jogokat jelzi, nem szolgál a cikkben szereplő információk forrásmegjelöléseként.